# Metisa heylaertsi
Metisa heylaertsi is een vlinder uit de familie zakjesdragers (Psychidae). De wetenschappelijke naam van deze soort is voor het eerst geldig gepubliceerd in 1898 door Junod.